# Summer Games
Summer Games är ett datorspel med sporttema, utvecklat av Epyx (och släppt av US Gold), baserat på grenar i olympiska sommarspelen. Spelet släpptes 1984 till Commodore 64, och porterades till Apple II, Atari 2600, Atari 7800, Atari XL, Atari XE och Sega Master System. Versioner till Amiga, ZX Spectrum, Amstrad CPC och Atari ST skapades också, för samlingar. 2004 återlanserades det till C64 Direct-to-TV.

## Spelet
Spelet presenterades som en virtuell multisportkarneval vid namn "Epyx Games" (ingen licens av den internationella olympiska kommittén fanns) med upp till 8 spelare, och alla valde ett land att representera och tävla om medalj i olika tävlingar. I de flesta versioner kunde världsrekord sparas på diskett.
Commodore 64-version lät spelare slå samman Summer Games och Summer Games II till en enda stor olympisk tävling, och lät spelarna räkna samman medaljer i båda spelen.
Spelutgivningen sammanföll med olympiska sommarspelen 1984 i Los Angeles, som bojkottades av flera öststater. I spelet medverkar dock exempelvis Sovjetunionen.

### Grenar
Grenarna varierade något beroende på version, men innehöll några eller alla av följande:
- Stavhopp
- Simhopp
- Kortdistanslöpning
- Gymnastik
- Frisim
- Lerduveskytte
- Rodd

I spelet kan man välja att tävla i alla grenar, några grenarna, bara en gren eller träna i en gren.

## Spel i serien
- Summer Games (1984)
- Summer Games II (1985)
- Winter Games (1985)
- World Games (1986)
- California Games (1987)
- The Games: Summer Edition (1988)
- The Games: Winter Edition (1988)
- California Games 2 (1990)

### Fotnoter
1. ↑  Jimmy Wilhelmsson (22 juni 2014). ”Summer Games” (på engelska). Techworld. http://techworld.idg.se/2.2524/1.566768/summer-games--8-grenar-som-forandrade-allt. Läst 25 maj 2017.